# NGC 3009
NGC 3009 é uma galáxia espiral (Sc) localizada na direcção da constelação de Ursa Major. Possui uma declinação de +44° 17' 43" e uma ascensão recta de 9 horas, 50 minutos e 11,2 segundos.
A galáxia NGC 3009 foi descoberta em 17 de Março de 1828 por John Herschel.